# محوطه پل کوچگین
محوطه پل کوچگین مربوط به دوره ساسانیان است و در شهرستان چرداول، بخش مرکزی، دهستان شباب، روستای جوب بور واقع شده و این اثر در تاریخ ۲۳ بهمن ۱۳۸۵ با شمارهٔ ثبت ۱۷۳۵۷ به‌عنوان یکی از آثار ملی ایران به ثبت رسیده است.